# Среда Мурасиге — Скуга

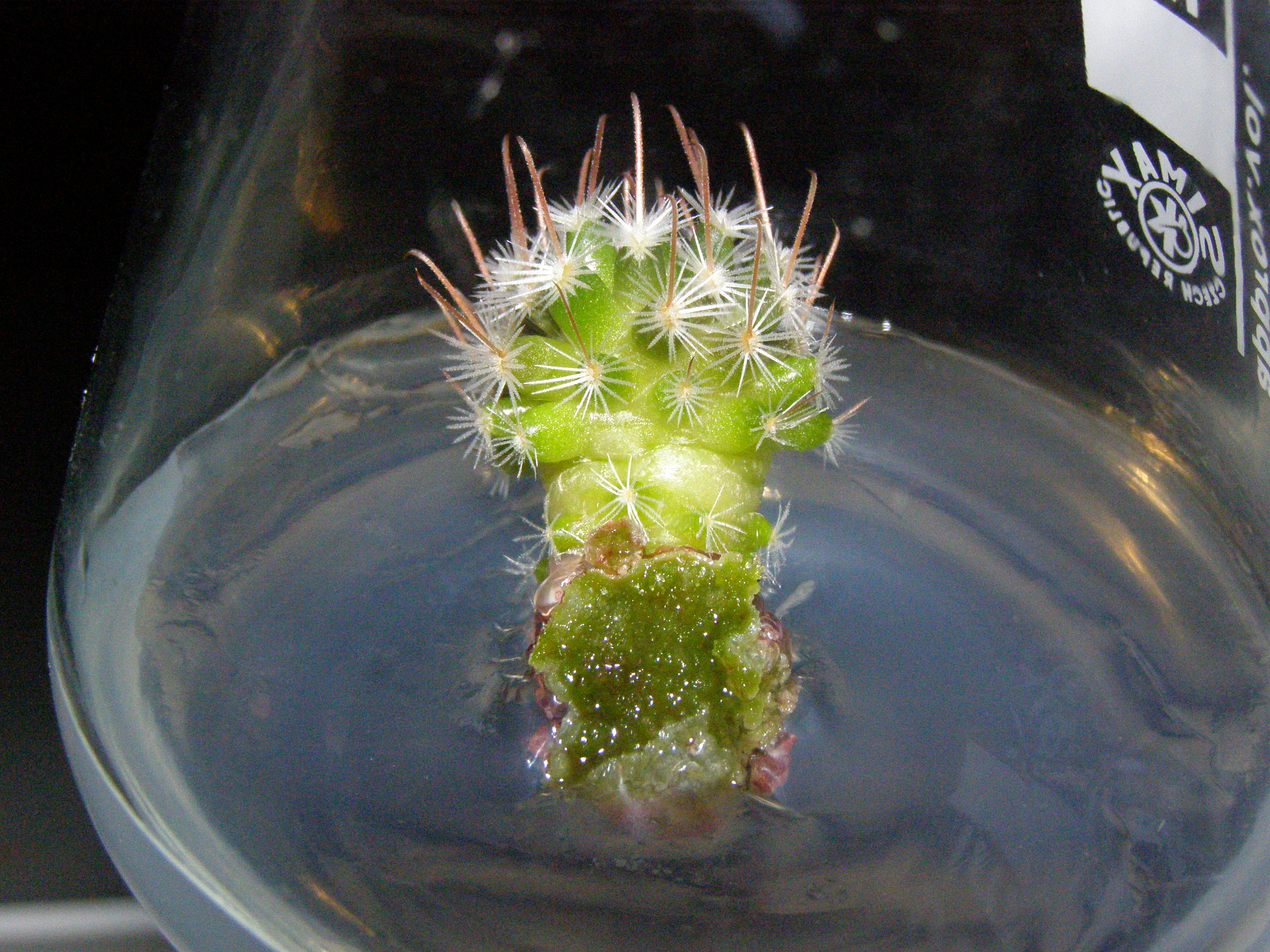
Mammillaria sp. на MS среде

Среда Мурасиге — Скуга (МС; англ. Murashige and Skoog medium, MS) — питательная среда, используемая в лабораториях для выращивания растительной культуры клеток или цельных растений. Была разработана физиологами растений Тосио Мурасигэ и Фольке К. Скугом в 1962 году, во время поисков Мурасиге нового фитогормона. Число после букв «МС» (MS) обозначает концентрацию сахарозы в среде — например, MS0 («МС-ноль») не содержит сахарозы, а MS20 содержит сахарозу в концентрации 20 г/л. Среда MS и её модификации — наиболее часто используемая в лабораторной практике среда для экспериментов на культуре растительных клеток.
В свою бытность докторантом Скуга, Мурасиге изначально пытался найти ещё не открытый гормон роста, присутствующий в соке растений табака. Такое вещество так и не было обнаружено; вместо этого, анализ табачной выжимки и пепла сожжённого табака выявил повышенные концентрации определённых минеральных веществ в растительных тканях. Серия экспериментов показала, что, варьируя уровни этих питательных веществ, можно добиться существенного ускорения роста по сравнению с существовавшими составами. Было установлено, что самое сильное влияние на скорость роста культуры тканей табака оказывал азот.

## Ингредиенты

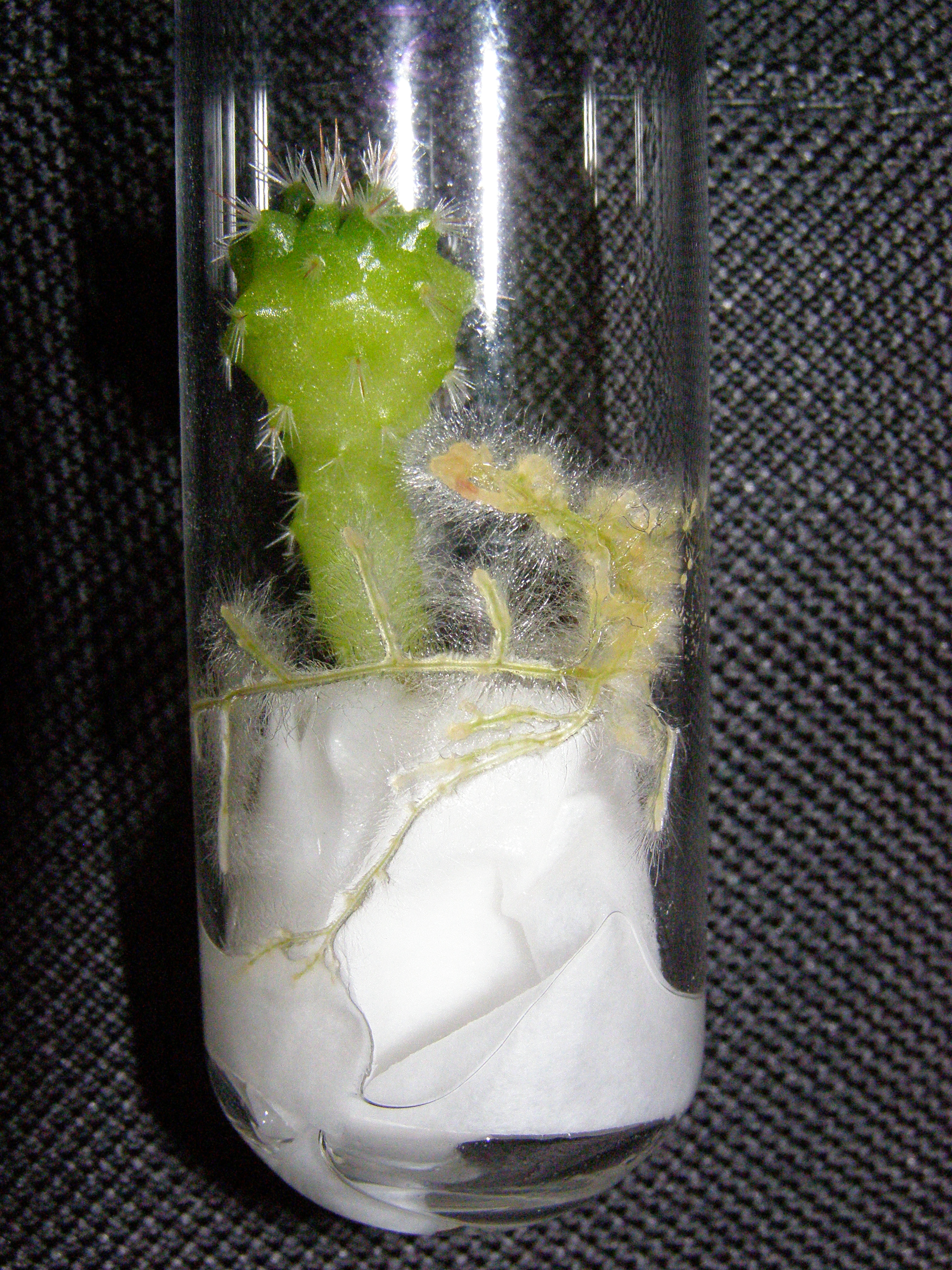
на жидкой среде MS

| Ингредиент                                             | Формула                       | Концентрация, мг/л            |
| Основные соли (макроэлементы)                          | Основные соли (макроэлементы) | Основные соли (макроэлементы) |
| ------------------------------------------------------ | ----------------------------- | ----------------------------- |
| Нитрат аммония                                         | NH4NO3                        | 1650                          |
| Хлорид кальция                                         | CaCl2·2H2O                    | 440                           |
| Сульфат магния                                         | MgSO4·7H2O                    | 370                           |
| Гидроортофосфат калия                                  | КH2РО4                        | 170                           |
| Нитрат калия                                           | КNО3                          | 1900                          |
| Минорные соли (микроэлементы)                          |                               |                               |
| Борная кислота                                         | Н3ВО3                         | 6,2                           |
| Хлорид кобальта                                        | CoCl2·6Н2О                    | 0,025                         |
| Сульфат меди(II)                                       | CuSO4·5Н2О                    | 0,025                         |
| Сульфат марганца(II)                                   | MnSO4·5Н2О                    | 22,3                          |
| Йодид калия                                            | КІ                            | 0,83                          |
| Молибдат натрия                                        | Na2МoО4·2Н2О                  | 0,25                          |
| Сульфат цинка                                          | ZnSO4·7H2О                    | 8,6                           |
| Раствор хелатного железа                               |                               |                               |
| Натрий-железная соль этилендиаминтетрауксусной кислоты | NaFe-ЭДТА                     | 5                             |
| Витамины и органические вещества                       |                               |                               |
| Мио-инозитол (мезоинозит)                              | витамин B8                    | 100                           |
| Никотиновая кислота                                    | витамин PP                    | 0,5                           |
| Пиридоксин · HCl                                       | витамин B6                    | 0,5                           |
| Тиамин · HCl                                           | витамин B1                    | 0,1                           |
| Глицин                                                 |                               | 2                             |
| Гидролизат лактальбумина (опционально)                 |                               | 1                             |

## Комментарии
1. ↑  Для стокового раствора, содержащего 5,57 г FeSO4·7H2O и 7,45 г Na2-ЭДТА (трилон Б) на литр воды